# FDMA
FDMA (англ. Frequency Division Multiple Access — множественный доступ с разделением каналов по частоте) — способ использования радиочастот, когда в одном частотном диапазоне находится только один абонент, разные абоненты используют разные частоты в пределах соты. Является применением частотного мультиплексирования (FDM) в радиосвязи.
Поэтому, пока начальный запрос не закончен, канал закрыт к другим сеансам связи. Полная дуплексная (Full-Duplex) FDMA передача использует 2 канала, один для передачи, другой для приёма. FDMA использовался в первом поколении (1G) аналоговой связи и этот принцип реализован в стандартах GSM (совместно с TDMA), AMPS, N-AMPS, NMT, ETACS (американский стандарт).